# Göingehövdingen (TV-serie)
Göingehövdingen (på danska Gøngehøvdingen) är en dansk äventyrs-TV-serie i tretton avsnitt från 1992 med Søren Pilmark i huvudrollen som Göingehövdingen Svend Povlsen.
Serien är baserad på Carit Etlars äventyrsroman från 1853. I Sverige visades serien på TV2 med start den 18 mars 1992. Regissör var Peter Eszterhas. Manus skrevs av bröderna Gert Henriksen och Bjarne O. Henriksen. Flera av scenerna spelades in på slott i Själland som är stängda för allmänheten. Drottning Margrethe tillät även den danska beridna högvakten och hovstallet att medverka i många av scenerna. Vinterscenerna spelades in i Östersundstrakten. När serien sändes i Sverige var det svenska officerarnas röster dubbade från danska till svenska.
Handlingen utspelar sig under Karl X Gustavs första danska krig (1657–1658) och Göingehövdingen leder en grupp snapphanar i gerillakrigföring mot svenskarna.

## Rollista i urval
- Søren Pilmark – Svend
- Per Pallesen – Ib
- Kirsten Lehfeldt – Kulsoen
- Jens Okking – Manheimer
- Benedikte Hansen – Ane Marie
- Kurt Ravn – Tam
- Søren Hauch-Fausbøll – Abel
- Asger Reher – Jens Jerntrøje
- Henrik Larsen – Hartvig
- Adam Schächter – Palle
- Henning Jensen – Frederik III
- Charlotte Sieling – Sophie Amalie
- Søren Rode – Gabel
- Bent Mejding – överste Sparre
- Flemming Enevold – Kai Lykke
- Wencke Barfoed – Julie Parsberg
- Ilse Rande – Else Parsberg
- Jarl Forsmann – Ving
- Mogens Brix-Pedersen – skägg-korpralen